# リサイクル識別表示マーク
リサイクル識別表示マーク（リサイクルしきべつひょうじマーク）とは、資源の有効な利用の促進に関する法律に基づき表示が義務付けられている、製品が廃棄されたときに分別収集して資源として再利用する際の目印となるマークである。

## 対象と識別表示マーク
左側に該当するマークおよびそれが示すものの一般的な通称を示し、右側でそのマークについての説明をした。また、省略した部分がある場合には該当部に下線を引いたうえで、まとめて脚注で示した。
| アルミ缶                   | 鋼製又はアルミニウム製の缶であって、飲料が充てんされたものの表示の標準となるべき事項を定める省令による。※様式 「内容積が7l未満のアルミニウム製の缶であって、飲料（酒類を含む）が充塡されたもの」に対し、「缶を製造する事業者及び缶に飲料を充塡する事業者並びに飲料が充塡された缶であって、自ら輸入したものを販売する事業者」が対象である。 |
| スチール缶                 | 鋼製又はアルミニウム製の缶であって、飲料が充てんされたものの表示の標準となるべき事項を定める省令による。※様式 「内容積が7l未満の鋼製の缶であって、飲料（酒類を含む）が充塡されたもの」に対し、「缶を製造する事業者及び缶に飲料を充塡する事業者並びに飲料が充塡された缶であって、自ら輸入したものを販売する事業者」が対象である。 |
| 紙製容器包装               | [特定容器包装の表示の標準となるべき事項を定める省令 特定容器包装の表示の標準となるべき事項を定める省令]による。※様式 「容器包装（商品の容器及び包装であって、当該商品が消費され、又は当該商品と分離された場合に不要になるもの）のうち、主として紙製のものであり、飲料、醬油又は酒類を充塡するためのポリエチレンテレフタレート製容器及び資源の有効な利用の促進に関する法律施行令別表第五の六の項の上欄に規定する特定容器包装に関する省令（平成13年財務省・厚生労働省・農林水産省・経済産業省令第１号）第２条に規定するものを除いたもの」に対し、「別表第一の上欄に掲げる者」が対象である。 |
| プラスチック製容器包装     | 特定容器包装の表示の標準となるべき事項を定める省令による。※様式 「容器包装（商品の容器及び包装であって、当該商品が費消され、又は当該商品と分離された場合に不要になるもの）のうち、主としてプラスチック製のものであり、飲料、醬油又は酒類を充塡するためのポリエチレンテレフタレート製容器及び資源の有効な利用の促進に関する法律施行令別表第五の六の項の上欄に規定する特定容器包装に関する省令（平成十三年財務省・厚生労働省・農林水産省・経済産業省令第一号）第二条に規定するものを除いたもの」に対し、「別表第一の上欄に掲げる者」が対象である。                                          |
| ペットボトル               | ポリエチレンテレフタレート製の容器であって、飲料又は特定調味料が充てんされたものの表示の標準となるべき事項を定める省令による。※様式 「ポリエチレンテレフタレート製の容器（内容積が150ml以上のものに限る）であって、飲料（酒類を含む）又は醬油が充塡されたもの」に対し、「容器を製造する事業者及び容器に飲料又は特定調味料を充塡する事業者並びに飲料又は特定調味料が充塡された容器であって、自ら輸入したものを販売する事業者」が対象である。 |
| ニッケル・カドミウム蓄電池 | 密閉形蓄電池の表示の標準となるべき事項を定める省令による。※様式 「密閉形アルカリ蓄電池（密閉形ニッケル・カドミウム蓄電池に限る）」に対し、「密閉形蓄電池を製造する事業者及び自ら輸入した密閉形蓄電池を製造する事業者及び自ら輸入した密閉形蓄電池（プラスチックその他の物質を用いて被覆したものに限る）を販売する事業者」が対象である。 |
| ニッケル・水素蓄電池       | 密閉形蓄電池の表示の標準となるべき事項を定める省令による。※様式 「密閉形アルカリ蓄電池（密閉形ニッケル・水素蓄電池に限る）」に対し、「密閉形蓄電池を製造する事業者及び自ら輸入した密閉形蓄電池（プラスチックその他の物質を用いて被覆したものに限る）を販売する事業者」が対象である。 |
| リチウムイオン蓄電池       | 密閉形蓄電池の表示の標準となるべき事項を定める省令による。※様式 「リチウム蓄電池（リチウムイオン蓄電池に限る）」に対し、「密閉形蓄電池を製造する事業者及び自ら輸入した密閉形蓄電池（プラスチックその他の物質を用いて被覆したものに限る）を販売する事業者」が対象である。 |
| 鉛蓄電池                   | 密閉形蓄電池の表示の標準となるべき事項を定める省令による。※様式 「密閉形鉛蓄電池（電気量が234kC以下のものに限る）」に対し、「密閉形蓄電池を製造する事業者及び自ら輸入した密閉形蓄電池（プラスチックその他の物質を用いて被覆したものに限る）を販売する事業者」が対象である。 |
| 塩化ビニル製建設資材       | 塩化ビニル製建設資材の表示の標準となるべき事項を定める省令による。※様式 「塩化ビニル製建設資材（資源の有効な利用の促進に関する法律施行令（平成3年政令第327号）別表第5の一の項の上欄に規定する塩化ビニル製建設資材をいう）」に対し、「塩化ビニル製建設資材を製造する事業者及び自ら輸入した塩化ビニル製建設資材を販売する事業者」が対象である。 |